# Vòng loại Giải vô địch bóng đá thế giới 2026 – Khu vực châu Á (Vòng 4)
Các trận đấu thuộc vòng 4 của vòng loại Giải vô địch bóng đá thế giới 2026 khu vực châu Á sẽ diễn ra từ ngày 8 đến ngày 14 tháng 10 năm 2025.

## Thể thức
Sáu đội tuyển giành quyền tham dự từ vòng 3 (các đội đứng thứ ba và thứ tư trong bảng đấu) được chia thành hai bảng, mỗi bảng gồm ba đội. Các đội trong mỗi bảng thi đấu với nhau theo thể thức vòng tròn một lượt tại một địa điểm tập trung do AFC chỉ định. Đội đứng đầu mỗi bảng sẽ trực tiếp giành quyền tham dự Giải vô địch bóng đá thế giới 2026, trong khi hai đội xếp thứ nhì ở hai bảng sẽ bước tiếp vào vòng 5.

## Các đội tuyển tham dự
Sáu đội tuyển tham dự vòng loại thứ tư ở dưới đây đã kết thúc vòng ba ở vị trí thứ ba hoặc thứ tư bảng tương ứng của mình. Vào ngày 13 tháng 6 năm 2025, AFC công bố Ả Rập Xê Út và Qatar là hai quốc gia chủ nhà cho các bảng đấu ở vòng 4.
| Bảng (Vòng 3) | Đội thứ ba bảng | Đội thứ tư bảng |
| ------------- | --------------- | --------------- |
| A             | UAE             | Qatar           |
| B             | Iraq            | Oman            |
| C             | Ả Rập Xê Út     | Indonesia       |

## Bốc thăm
Lễ bốc thăm cho vòng 4 được tổ chức vào ngày 17 tháng 7 năm 2025 tại tòa nhà AFC ở Kuala Lumpur, Malaysia.
Mỗi bảng sẽ bao gồm một đội từ mỗi nhóm hạt giống, tổng cộng ba nhóm với hai đội cho mỗi nhóm. Hạt giống của các đội tuyển được xác định dựa trên một bản phát hành đặc biệt của bảng xếp hạng FIFA dành cho các đội tuyển châu Á vào ngày 13 tháng 6 năm 2025 (thứ hạng của các đội tuyển được hiển thị trong ngoặc đơn bên dưới).
| Nhóm 1                                                | Nhóm 2                   | Nhóm 3                          |
| ----------------------------------------------------- | ------------------------ | ------------------------------- |
| 1. Qatar (53) (chủ nhà) 2. Ả Rập Xê Út (58) (chủ nhà) | 1. Iraq (59) 2. UAE (66) | 1. Oman (79) 2. Indonesia (118) |

## Lịch thi đấu
Lịch thi đấu được dự kiến như sau.
| Lượt đấu   | Ngày                 |
| ---------- | -------------------- |
| Lượt đấu 1 | 8 tháng 10 năm 2025  |
| Lượt đấu 2 | 11 tháng 10 năm 2025 |
| Lượt đấu 3 | 14 tháng 10 năm 2025 |

## Các bảng đấu

### Bảng A
| VT | Đội       | ST | T | H | B | BT | BB | HS | Đ | Giành quyền tham dự                |  | Qatar    | Các Tiểu vương quốc Ả Rập Thống nhất | Oman      |
| -- | --------- | -- | - | - | - | -- | -- | -- | - | ---------------------------------- |  | -------- | ------------------------------------ | --------- |
| 1  | Qatar (H) | 0  | 0 | 0 | 0 | 0  | 0  | 0  | 0 | Giải vô địch bóng đá thế giới 2026 |  | —        | 14 thg 10                            | —         |
| 2  | UAE       | 0  | 0 | 0 | 0 | 0  | 0  | 0  | 0 | Đi tiếp vào vòng 5                 |  | —        | —                                    | 11 thg 10 |
| 3  | Oman      | 0  | 0 | 0 | 0 | 0  | 0  | 0  | 0 |                                    |  | 8 thg 10 | —                                    | —         |

| Oman | v        | Qatar |
| ---- | -------- | ----- |
|      | Chi tiết |       |

| UAE | v        | Oman |
| --- | -------- | ---- |
|     | Chi tiết |      |

| Qatar | v        | UAE |
| ----- | -------- | --- |
|       | Chi tiết |     |

### Bảng B
| VT | Đội             | ST | T | H | B | BT | BB | HS | Đ | Giành quyền tham dự                |  | Ả Rập Xê Út | Iraq      | Indonesia |
| -- | --------------- | -- | - | - | - | -- | -- | -- | - | ---------------------------------- |  | ----------- | --------- | --------- |
| 1  | Ả Rập Xê Út (H) | 0  | 0 | 0 | 0 | 0  | 0  | 0  | 0 | Giải vô địch bóng đá thế giới 2026 |  | —           | 14 thg 10 | —         |
| 2  | Iraq            | 0  | 0 | 0 | 0 | 0  | 0  | 0  | 0 | Đi tiếp vào vòng 5                 |  | —           | —         | 11 thg 10 |
| 3  | Indonesia       | 0  | 0 | 0 | 0 | 0  | 0  | 0  | 0 |                                    |  | 8 thg 10    | —         | —         |

| Indonesia | v        | Ả Rập Xê Út |
| --------- | -------- | ----------- |
|           | Chi tiết |             |

| Iraq | v        | Indonesia |
| ---- | -------- | --------- |
|      | Chi tiết |           |

| Ả Rập Xê Út | v        | Iraq |
| ----------- | -------- | ---- |
|             | Chi tiết |      |